# Il West del futuro
Il West del futuro (Oblivion 2: Blacklash) è un film nel 1996 diretto da Sam Irvin. È il sequel di Oblivion.
La colonna sonora è composta da Pino Donaggio.
In Italia il film è stato trasmesso sulla piattaforma Alice Home TV.
In realtà i film Oblivion e il suo seguito sono stati girati contemporaneamente ma sono stati poi divisi in due parti. Oblivion è uscito nel 1994 mentre il sequel nel 1996.

## Trama
Nell anno 2099 il Governo degli Stati Uniti cade in una guerra civile tra Federazione Ovest,con Capitale a Dallas, e la Federazione Est ,con Capitale a Washington DC. L'est vince e bombarda così tanto l'ovest che le città vengono livellate. Nascono quindi piccoli centri abitati simili a quelli del vecchio West. Il film si basa sulla guerra e sulla speranza di rinascita.